# Musée Megaron Gyzi
 (janvier 2022).
Si vous disposez d'ouvrages ou d'articles de référence ou si vous connaissez des sites web de qualité traitant du thème abordé ici, merci de compléter l'article en donnant les références utiles à sa vérifiabilité et en les liant à la section « Notes et références ».
Le musée Megaron Gyzi (grec moderne : Μέγαρο Γκύζη / Mégaro Gýzi, « Palais Gyzi ») est un musée sur l'histoire de l'île de Santorin (Grèce). Il est situé dans la localité de Fira.

## Historique

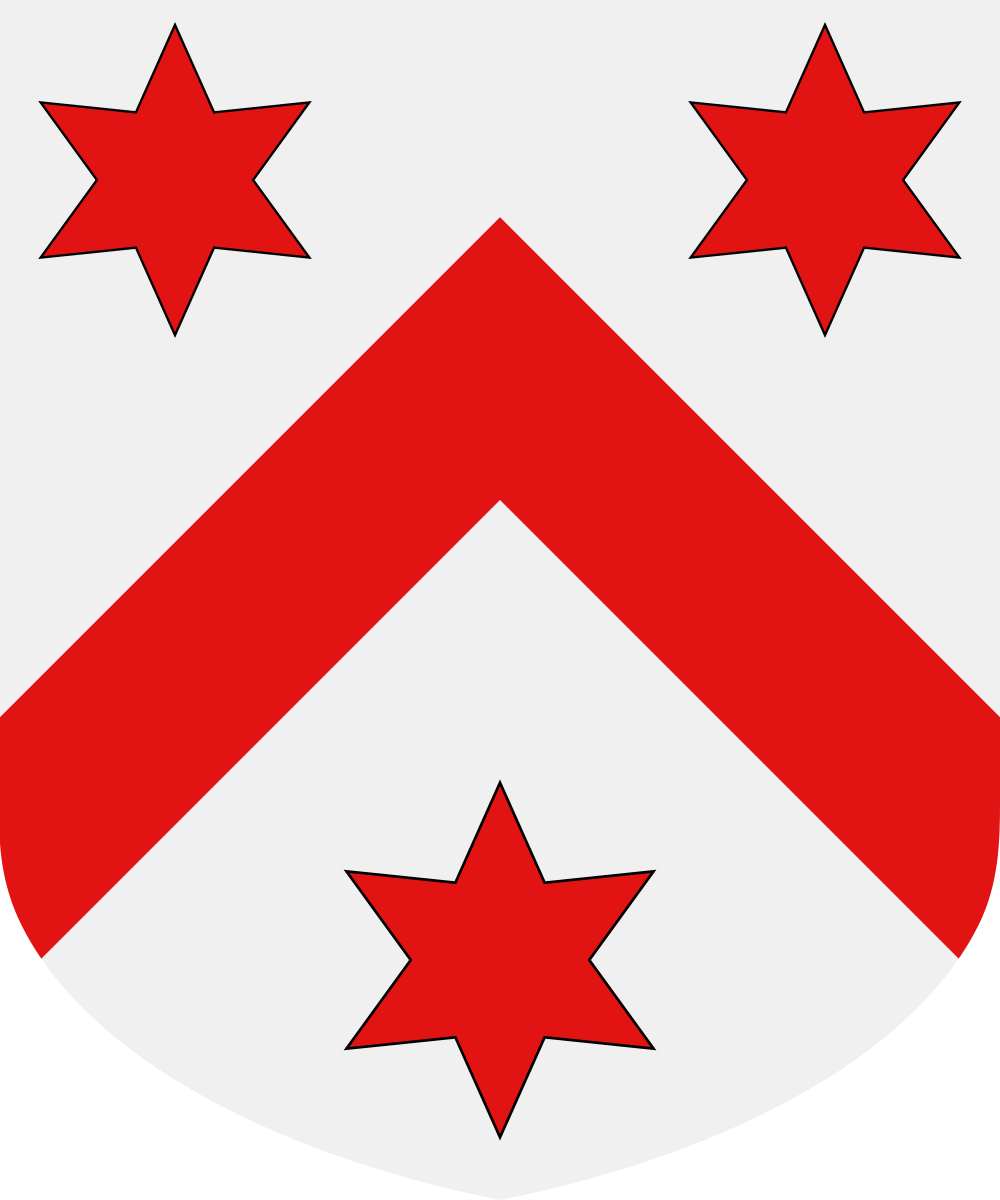
Blason de la famille Gyzi/Chigi

À la suite de la quatrième croisade (1202-1204), la république de Venise étend son emprise sur les îles de la mer Égée. Le Vénitien Marco Sanudo conquiert de nombreuses îles des Cyclades et fonde le duché de Naxos. Par ailleurs, les frères vénitiens Andrea et Geremia Ghisi dirigent les îles de Tinos, Mykonos, Skyros, Skopelos et Skiathos.
Une branche de cette famille vénitienne Ghisi s'installe en 1642 sur l'île de Santorin dans le château de Skaros. Au cours du temps, il est important de noter qu'on retrouve différentes orthographes pour le patronyme de cette famille : Ghisi, Ghysi, Gyzi, Gysis, ... ou encore Chigi comme sur l'arbre généalogique familial en italien exposé dans le musée. ΓKYZH est selon toute vraisemblance une hellénisation de Chigi.
Sur l'île de Santorin, la famille Ghisi se sépare en 2 branches :
- une branche orthodoxe, qui fonde le 6 décembre 1651 le monastère de St-Nicolas de Gyzi (déplacé en 1816 dans le village d'Imerovigli), et qui compte dans ses rangs l'archevêque orthodoxe Zacharias Gysis.
- une branche catholique à laquelle appartient Michele Ghysi, né à Skaros en 1802.

Michele Ghysi (alias Chigi) est le descendant d'un aïeul éponyme né fin XVIe siècle, 8 générations avant lui, comme le montre l'arbre de descendance du musée, dont une version simplifiée est présentée ci-après :
- Michele Chigi (né ~ 1590)
  - Nicolo Chigi (né ~ 1620)]
ép. Irene Barborigo
    - Giacomo Chigi (né ~ 1650)
ép. Andriana Sanudo
      - Michele Chigi (~ 1675 ✝ 1732)
        - Nicolo Chigi (~ 1700 ✝ 1773)
ép.  en 1723 Margarita Spanopulo
          - Michele Chigi, (~ 1730 ✝ 1777)
ép.   en 1761 Mariessi Massa
            - Christodule Chigi  (né en 1770)
ép. en   1801 Maridhi Albi
              - Michele Chigi (1802 ✝ 1888) 
ép. en 1829 Maridhi Delenda
                - Margarita Chigi (née en 1831)
ép. en 1854 Giacomo Baseggio
                  - Maria Baseggio
ép. Petro Delenda, Consul de France - sans postérité

                - Christodule Chigi (1839 ✝ 1857[1]).

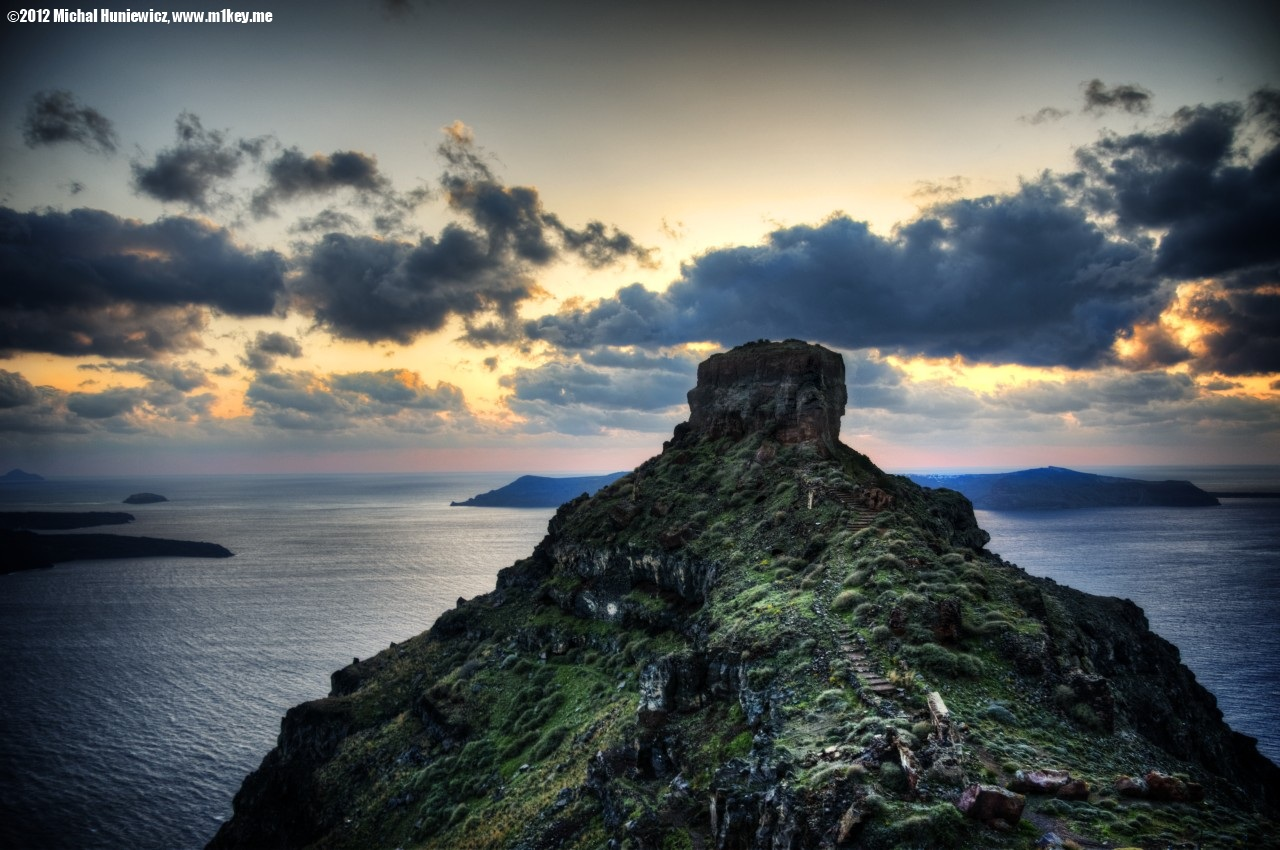
Skaros

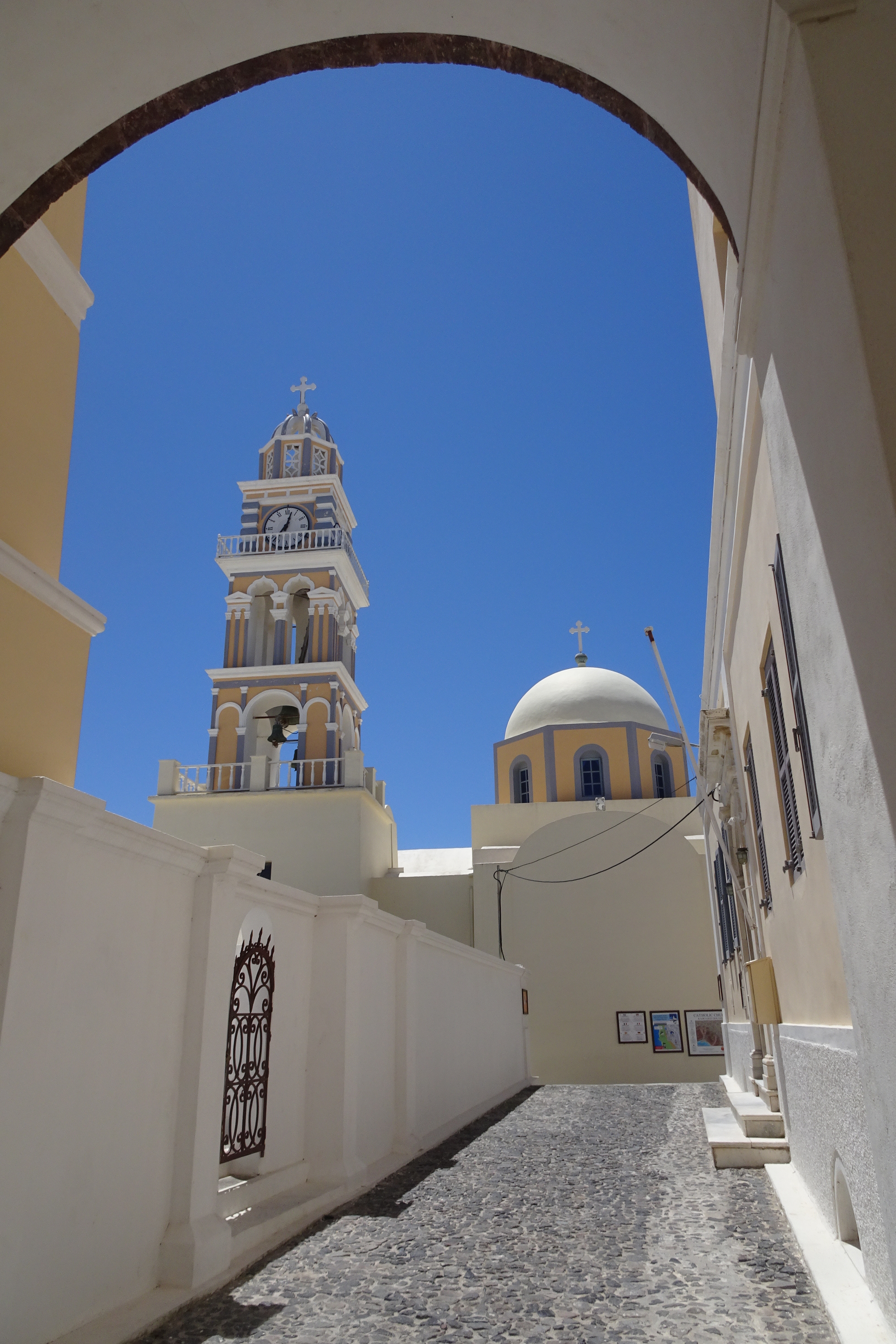
Cathédrale catholique Saint-Jean-Baptiste

Michele Ghyzi est un homme qui a réussi dans l'export du vin. Il fait construire à Fira, son Mégaron (maison patricienne à l'architecture particulière), à partir de l'année 1811, au sein du quartier catholique juste derrière la cathédrale Saint-Jean-Baptiste (construite en 1823 et entièrement restaurée en 1970). Ce quartier catholique est ainsi fondé à cette époque , par les nobles qui quittent le château de Skaros (près du village d'Imerovigli), très endommagé par les tremblements de terre. Michele Ghyzi perd son unique fils Christodule le 15 février 1857 à Paris (il est enterré au cimetière de Montparnasse). Inconsolable, il fait de nombreux dons à l'église catholique et à ses monastères. À sa mort il lègue son mégaron au couvent des filles de la Charité qui jouxte sa propriété. À sa demande, il est enterré dans la chapelle du monastère des frères lazaristes. La famille Ghyzi s'éteint à Santorin, avec sa petite-fille Maria Baseggio, épouse d'un consul de France, sans postérité.
Les sœurs utilisent la maison pour en faire une école de tricot (avec 17 machines électriques) afin que les filles de l'île puissent y rester sur  pour travailler. Puis elles louent la maison, qui abrite notamment le Trésor public de Fira en 1950.
Survient alors le tremblement de terre de 1956,  qui provoque de très importants dégâts. Le premier et principal étage de la maison est entièrement détruit. Les sœurs quittent l'île après 116 années de présence, et elles lèguent leur couvent ainsi que le Mégaron Gyzi au diocèse catholique de Thira.
En 1980, l'évêque de Fira, Francesco Papamanolis et son vicaire Don Nicholaos Kokkalakis, lancent la restauration du mégaron. L'étage n'est pas reconstruit, mais l'architecture locale des lieux est particulièrement préservée. Ils y installent le Centre culturel Gyzi Megaron (qui organise des concerts, expositions, projections de films, etc ...) et le Musée Megaron Gyzi.

## Collections
Le musée est de taille modeste, mais il y règne une atmosphère particulièrement agréable dans un environnement très calme.
On y trouve différentes collections relatant l'histoire de Santorin du XVIe au XIXe siècle :
- cartes
- gravures de paysages
- anciennes robes
- documents des archives du diocèse catholique de Santorin concernant :
  - l'état : propriété, testament, contrats de mariage, ...
  - l'église, baptêmes, mariages, décès, ...
- documents privés et publics rédigés dans les différentes langues qui ont été pratiquées sur l'île
- peintures
- photographies de Santorin
- roches et minéraux de l'île

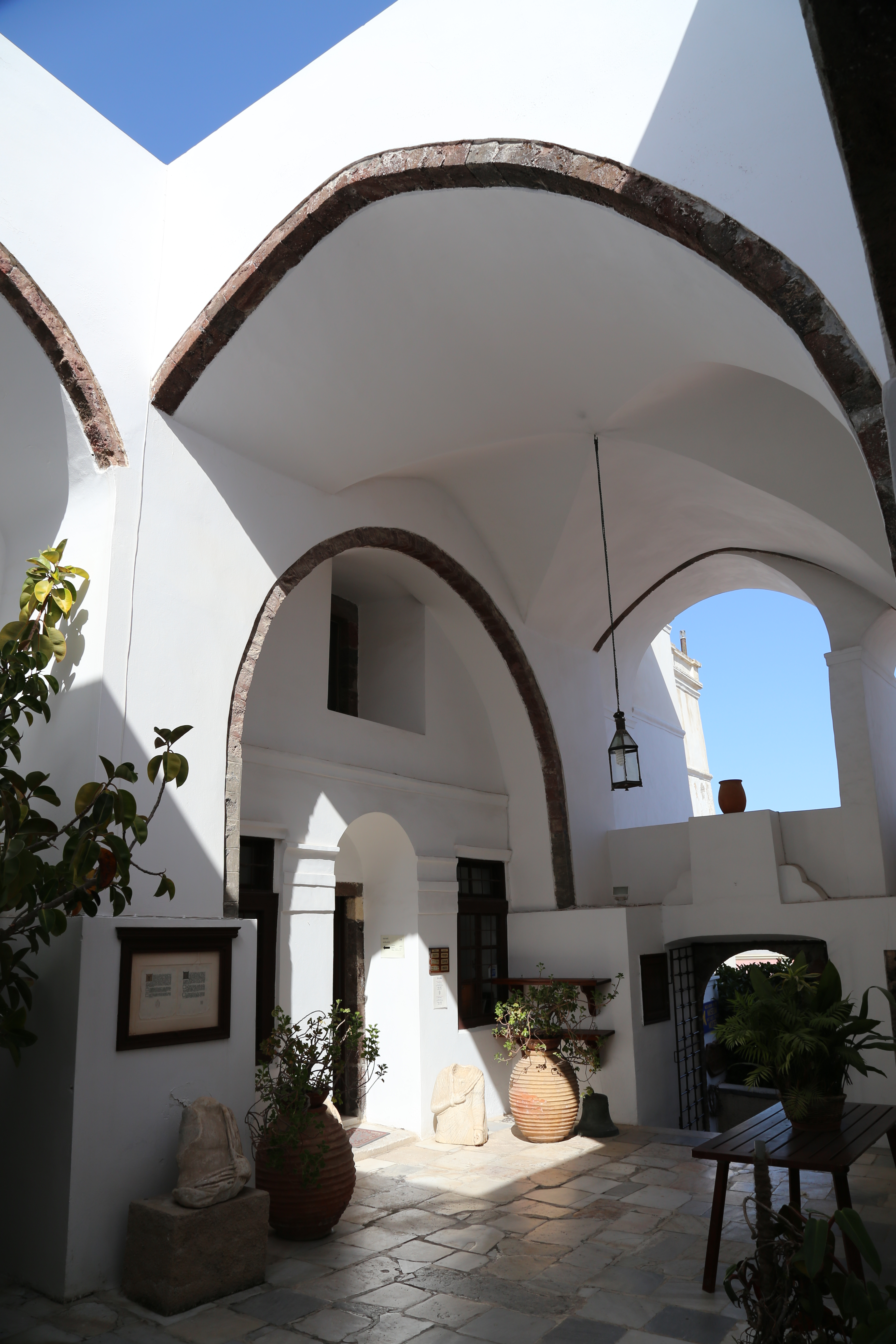
Entrée du musée
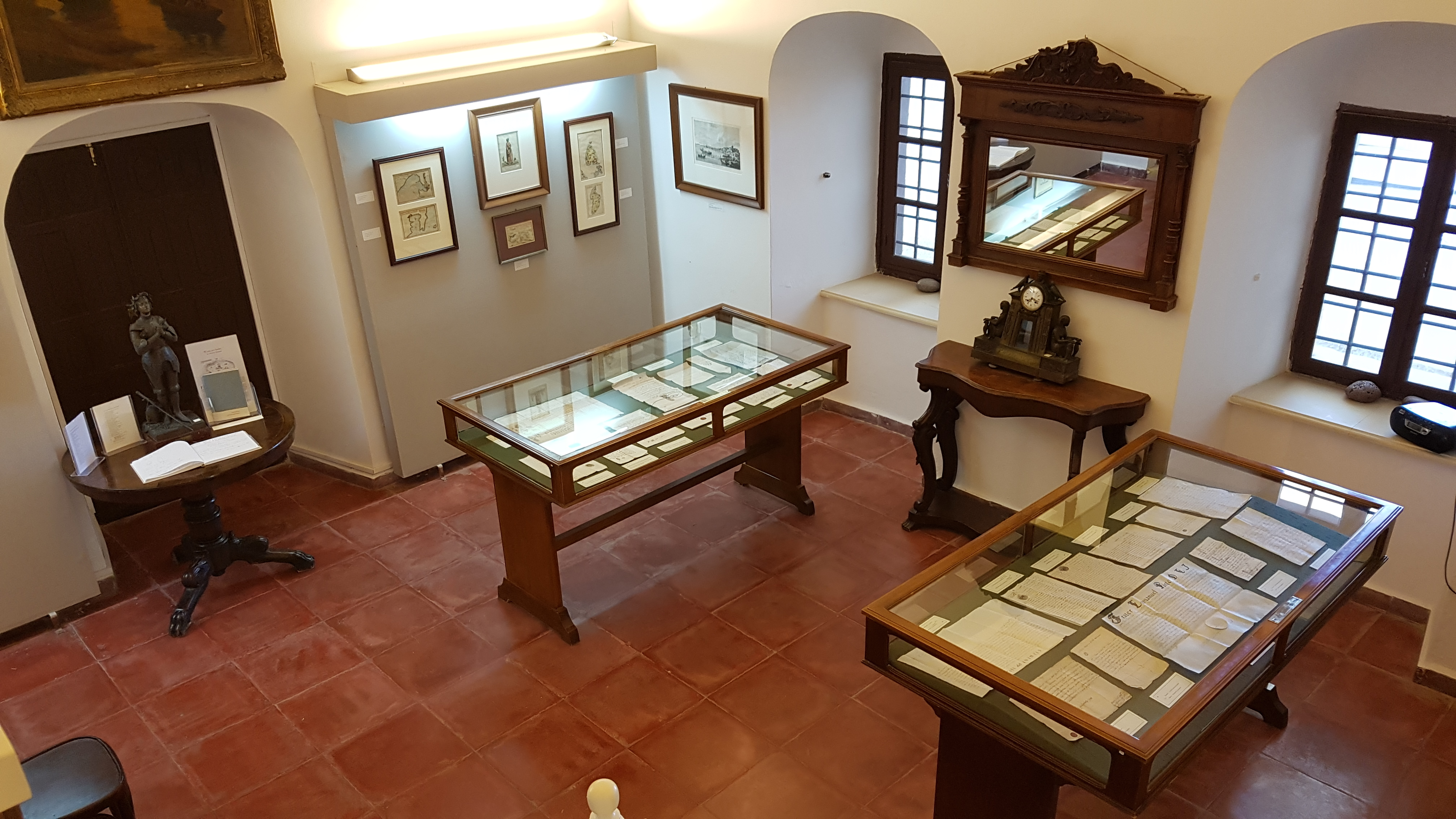
Vue du premier niveau (documents)
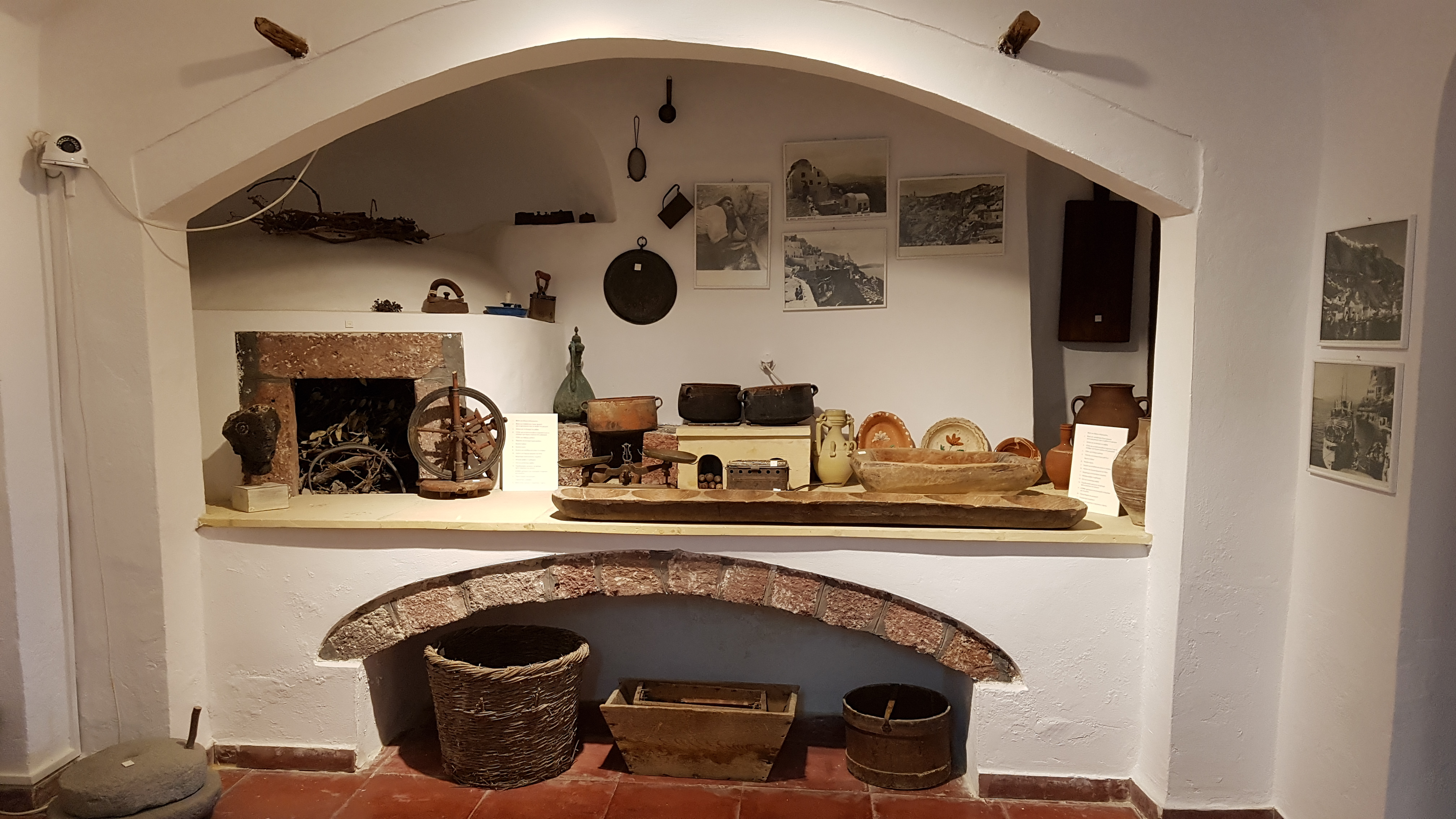
Objets de la vie courante
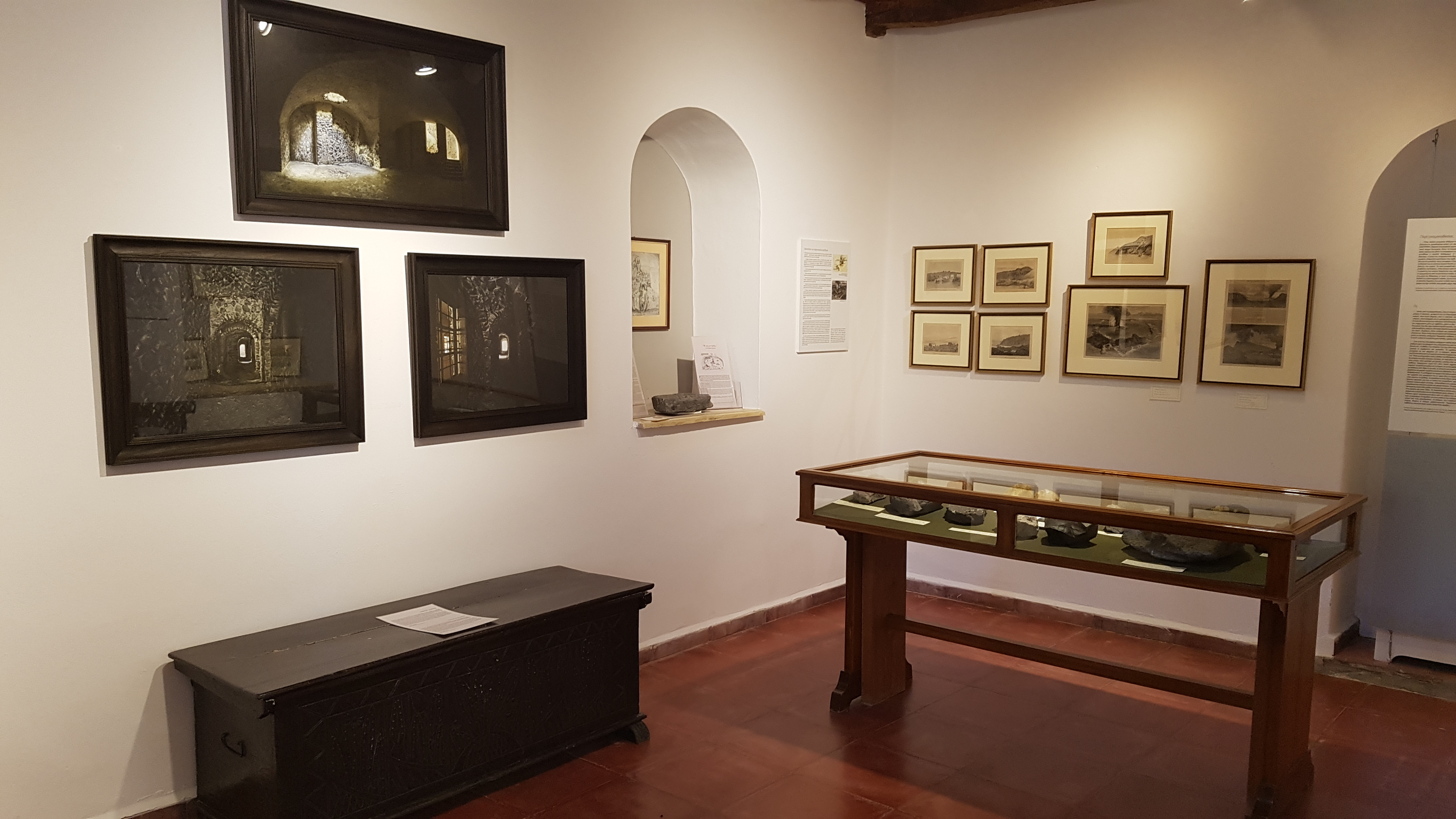
Photographies et minéraux

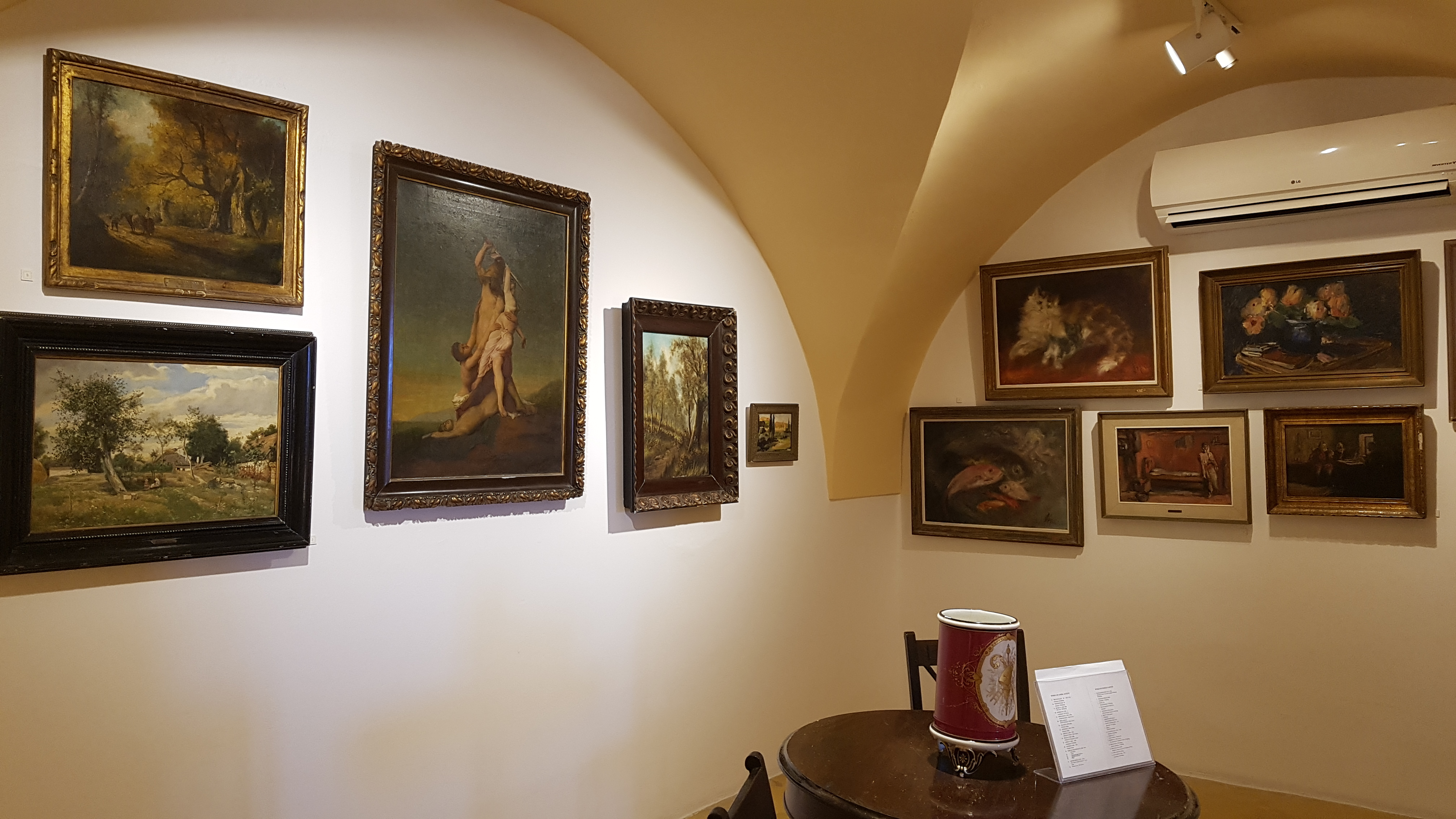
Peintures
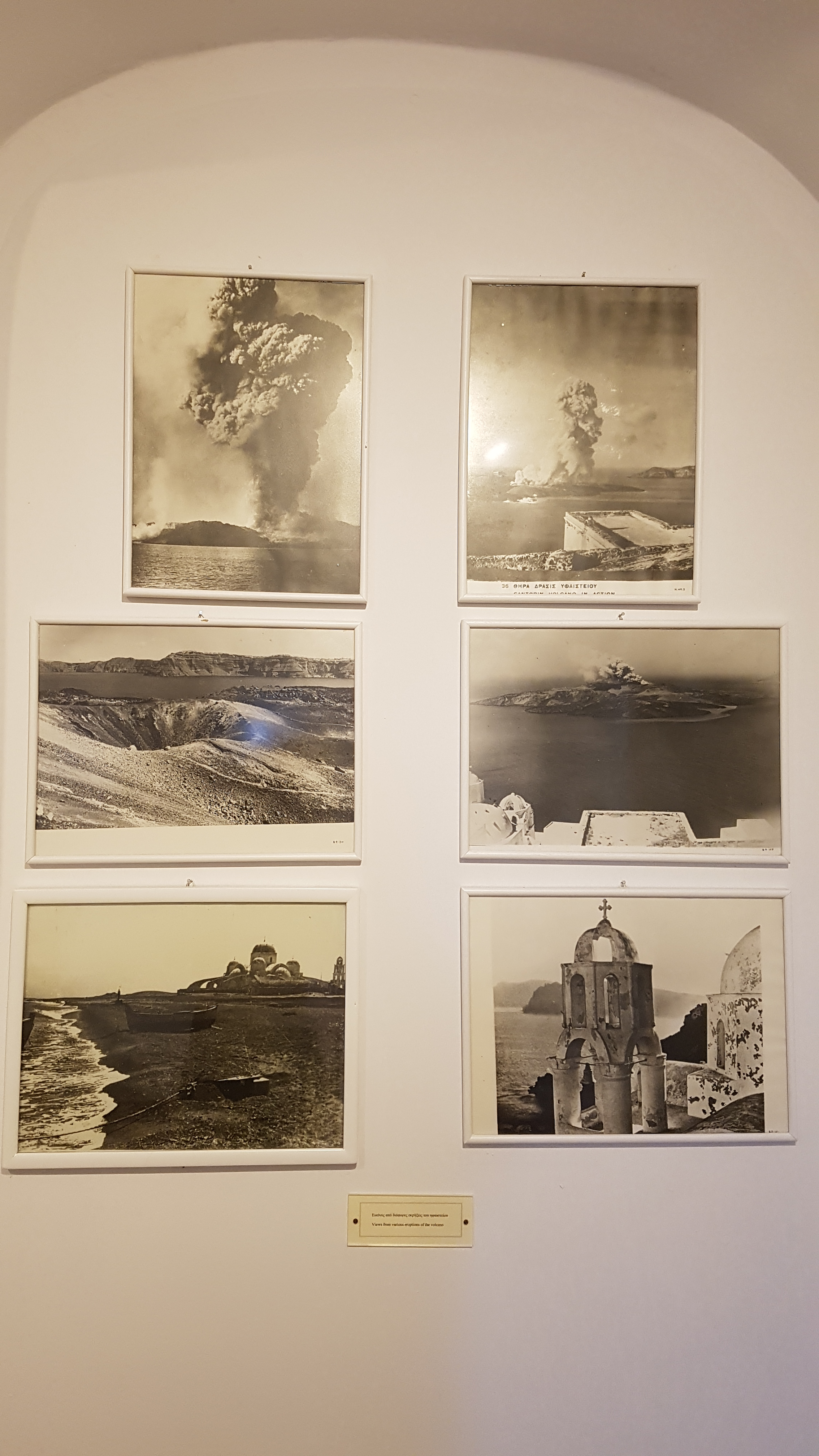
Éruption du volcan
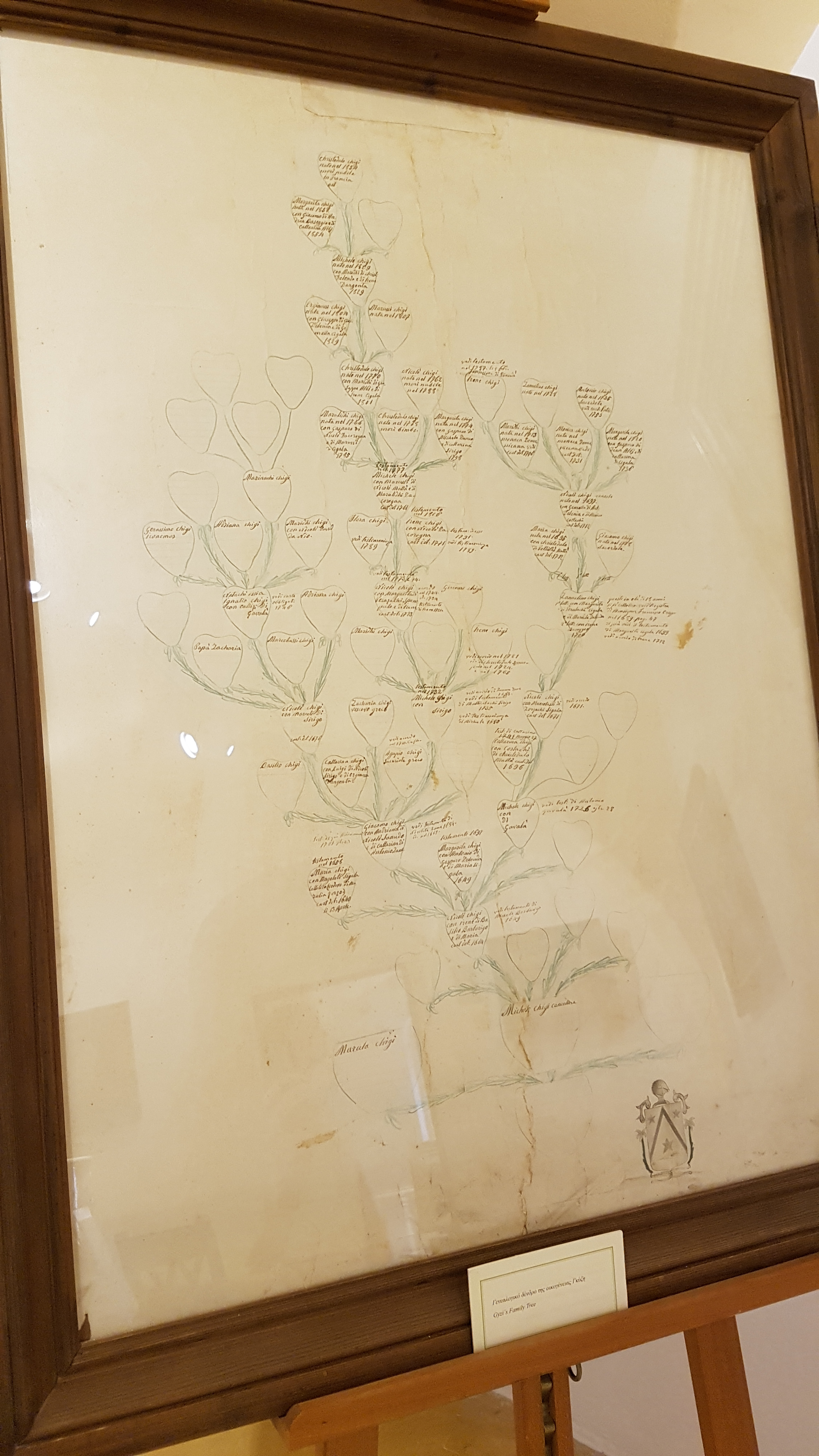
Arbre des Gyzi
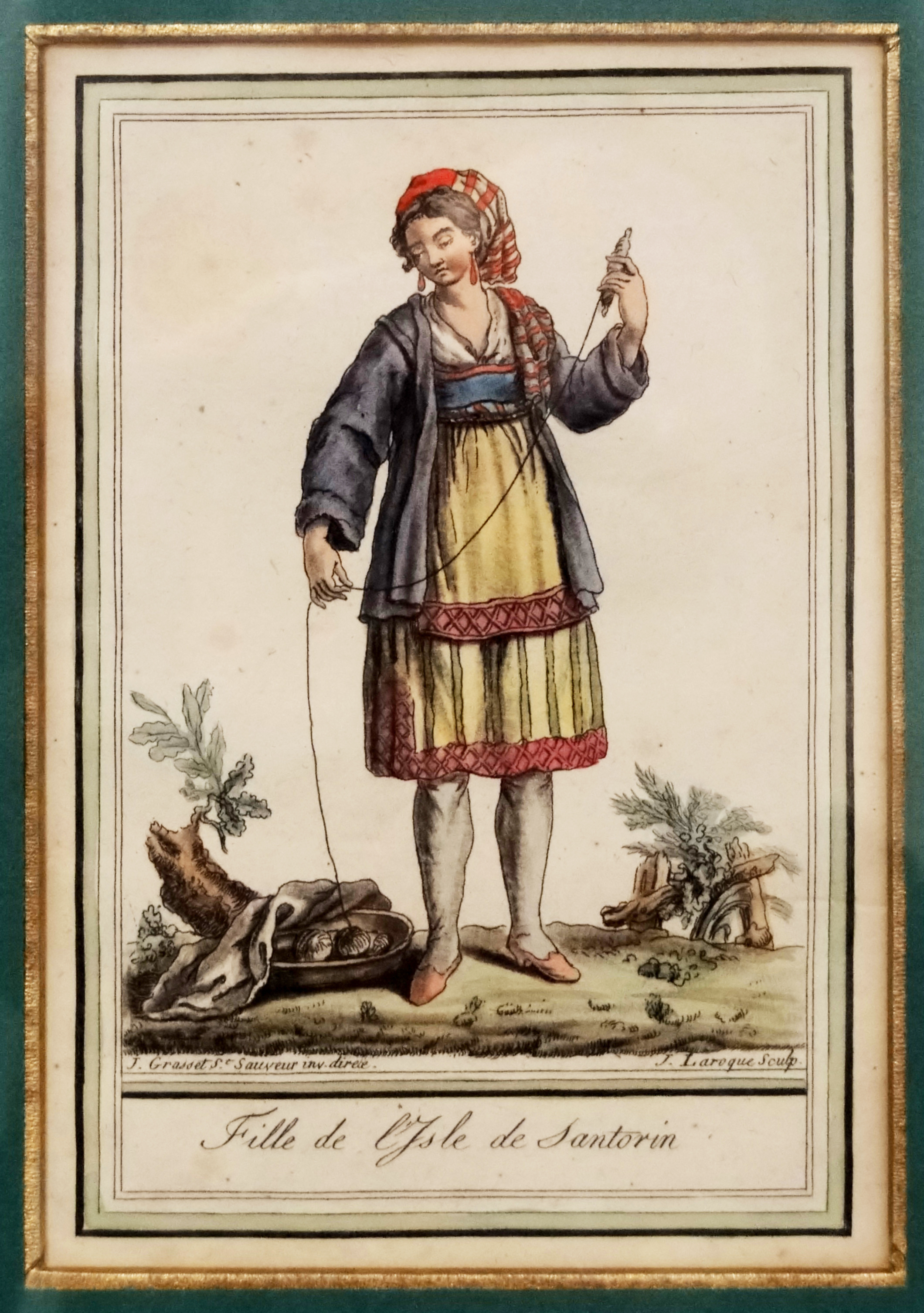
Gravure